# Elezioni regionali in Trentino-Alto Adige del 1973
Le elezioni regionali in Trentino-Alto Adige del 1973 per il rinnovo del Consiglio regionale si tennero il 18 novembre. L'affluenza fu del 92,23%. In seguito alla creazione delle regioni ordinarie, anche il mandato del consiglio TAA fu retroattivamente espanso a cinque anni. 
Si ampliò la coalizione di centro aggiungendo alla DC e alla SVP il PSDI e il PRI.
Vennero aggiunti ben 18 consiglieri in più.

## Risultati
| Liste                                           | Voti                | %                   | Seggi               |
| Riepilogo regionale                             | Riepilogo regionale | Riepilogo regionale | Riepilogo regionale |
| ----------------------------------------------- | ------------------- | ------------------- | ------------------- |
| Democrazia Cristiana                            | 174.443             | 35,59               | 26                  |
| Südtiroler Volkspartei                          | 132.186             | 26,97               | 20                  |
| Partito Socialista Italiano                     | 41.000              | 8,36                | 6                   |
| Partito Comunista Italiano                      | 36.957              | 7,54                | 5                   |
| Partito Socialista Democratico Italiano         | 23.225              | 4,74                | 3                   |
| Partito Popolare Trentino Tirolese              | 23.080              | 4,71                | 3                   |
| Movimento Sociale Italiano - Destra Nazionale   | 15.296              | 3,12                | 2                   |
| Partito Repubblicano Italiano                   | 13.156              | 2,68                | 1                   |
| Sozialdemokratische Partei Südtirols            | 12.037              | 2,46                | 2                   |
| Partito Liberale Italiano                       | 8.409               | 1,71                | 1                   |
| Soziale Fortschrittspartei Südtirols            | 4.012               | 0,82                | 1                   |
| Partei der Unabhängigen                         | 2.615               | 0,53                | -                   |
| Movimento Democratico Trentino                  | 1.322               | 0,27                | -                   |
| Partito Comunista (Marxista-Leninista) Italiano | 1.190               | 0,24                | -                   |
| Ladins                                          | 905                 | 0,18                | -                   |
| Partito Federalista Europeo                     | 375                 | 0,08                | -                   |
| Totale                                          | 490.208             |                     | 70                  |
| Provincia autonoma di Trento                    |                     |                     |                     |
| Democrazia Cristiana                            | 141.453             | 55,27               | 21                  |
| Partito Socialista Italiano                     | 27.786              | 10,86               | 4                   |
| Partito Comunista Italiano                      | 23.614              | 9,23                | 3                   |
| Partito Popolare Trentino Tirolese              | 23.080              | 9,02                | 3                   |
| Partito Socialista Democratico Italiano         | 15.166              | 5,93                | 2                   |
| Partito Repubblicano Italiano                   | 9.922               | 3,88                | 1                   |
| Movimento Sociale Italiano - Destra Nazionale   | 5.865               | 2,29                | 1                   |
| Partito Liberale Italiano                       | 5.603               | 2,19                | 1                   |
| Movimento Democratico Trentino                  | 1.322               | 0,52                | -                   |
| Partito Comunista (Marxista-Leninista) Italiano | 1.190               | 0,47                | -                   |
| Ladins                                          | 905                 | 0,35                | -                   |
| Totale                                          | 255.906             |                     | 36                  |
| Provincia autonoma di Bolzano                   |                     |                     |                     |
| Südtiroler Volkspartei                          | 132.186             | 56,42               | 20                  |
| Democrazia Cristiana                            | 32.990              | 14,08               | 5                   |
| Partito Comunista Italiano                      | 13.343              | 5,69                | 2                   |
| Partito Socialista Italiano                     | 13.214              | 5,64                | 2                   |
| Sozialdemokratische Partei Südtirols            | 12.037              | 5,14                | 2                   |
| Movimento Sociale Italiano - Destra Nazionale   | 9.431               | 4,02                | 1                   |
| Partito Socialista Democratico Italiano         | 8.059               | 3,44                | 1                   |
| Soziale Fortschrittspartei Südtirols            | 4.012               | 1,71                | 1                   |
| Partito Repubblicano Italiano                   | 3.234               | 1,38                | -                   |
| Partito Liberale Italiano                       | 2.806               | 1,20                | -                   |
| Partei der Unabhängigen                         | 2.615               | 1,12                | -                   |
| Partito Federalista Europeo                     | 375                 | 0,16                | -                   |
| Totale                                          | 234.302             |                     | 34                  |

| Riepilogo dei seggi | Riepilogo dei seggi | Riepilogo dei seggi | Riepilogo dei seggi | Riepilogo dei seggi | Riepilogo dei seggi | Riepilogo dei seggi |
| ------------------- | ------------------- | ------------------- | ------------------- | ------------------- | ------------------- | ------------------- |
|                     |                     |                     |                     |                     |                     |                     |
| PCI                 | 5                   | ▲ 1                 |                     | PSI                 | 6                   | N/A                 |
| PSDI                | 3                   | N/A                 |                     | SPS                 | 2                   | Nuovo               |
| SFP                 | 1                   | Nuovo               |                     | PRI                 | 1                   | ━                   |
| PPTT                | 3                   | ▲ 1                 |                     | SVP                 | 20                  | ▲ 4                 |
| DC                  | 26                  | ▲ 6                 |                     | PLI                 | 1                   | ▼ 1                 |
| MSI-DN              | 2                   | ▲ 1                 |                     |                     |                     |                     |